# Бахгагель
Бахгагель (нім. Bachhagel) — громада в Німеччині, знаходиться в землі Баварія. Підпорядковується адміністративному округу Швабія. Входить до складу району Діллінген. Складова частина об'єднання громад Зиргенштайн.
Площа — 19,72 км2. Населення становить 2249 ос. (станом на 31 грудня 2020).